# Мононим

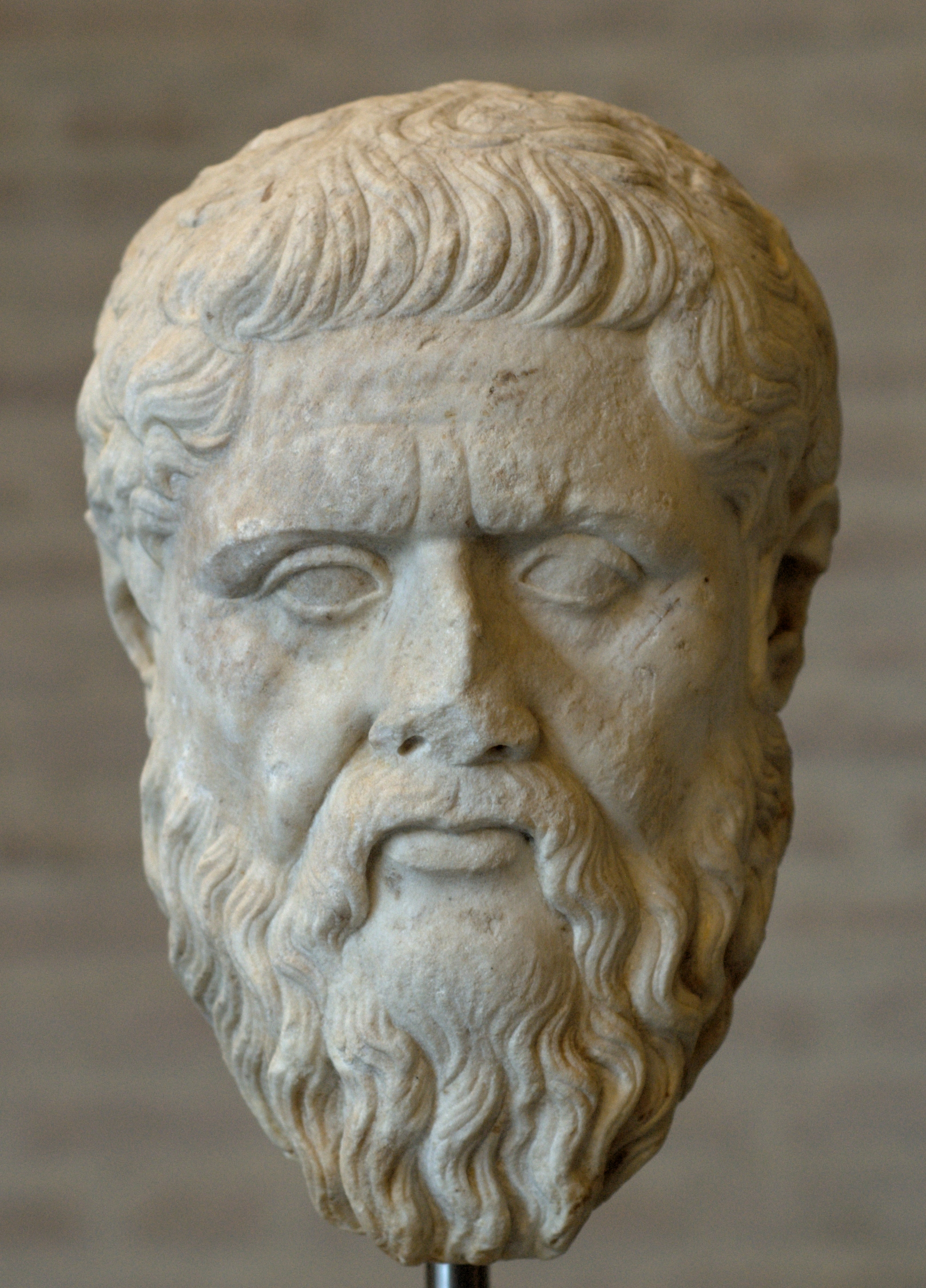
Платон

Моно́ним (др.-греч. μόνος — «один», ὄνομα — «имя») — полное имя, состоящее из одного слова (вместо, например, традиционного русского полного имени из фамилии, имени и отчества), а также человек, называемый таким именем. В некоторых случаях это имя взято самим лицом, в других — обусловлено традициями народа или дано ему другими людьми.

## Древний мир и средневековье

### Европа
Структура человеческого имени различалась в разные времена и у разных народов. В некоторых сообществах их члены мононимны. Мононимами были одни из первых известных по имени людей в истории человечества — легендарный шумерский царь Алулим и древнеегипетский фараон Нармер. Мононимны практически все библейские персонажи, так же как и люди в современных им странах «плодородного полумесяца». В Древней Греции мононимность была обычным делом, второе имя добавлялось только во избежание неоднозначности, как, например, в случае Зенона Китийского и Зенона Элейского.
Исключением из этого правила был Древний Рим, где в эпоху Республики и Империи использовалось тройное имя для мужчин — преномен (имя, данное родителями), номен (родовое имя) и когномен (название семьи внутри рода). Последние два имени почти всегда наследовались. В пост-античное время многие римские имена сокращаются, однако, до мононимов: Цицерон (Марк Туллий Цицерон), Помпей (Гней Помпей), Вергилий (Публий Вергилий Марон), Нерон (Нерон Клавдий Цезарь Август Германик), Ювенал (Децим Юний Ювенал) и другие.
В других европейских культурах во времена Рима мононимы также встречались достаточно часто: Эврипид, Ксенофонт, Аристотель, Боудикка и Югурта.
В эпоху раннего средневековья популярность мононимов постепенно падала, хотя в северной и восточной Европе держалась дольше, чем на юге. Примером может служить Эдика, восточногерманский вождь, сын которого, Одоакр, стал королём Италии под именем Флавий Одоакр. В конце этого периода, однако, фамилии (прозвища) стали обычным явлением: например, английский король Эдмунд Железнобокий, верховный король Ирландии Бриан Бору, объединитель Шотландии Кеннет Макальпин и даже в Скандинавии прозвища использовались довольно часто.
Более поздний пример мононимии — схоласт и теолог нидерландского возрождения Эразм, который в русскоязычной литературе известен как Эразм Роттердамский, однако был крещён просто как Эразм в честь мученика Святого Эразма (Святого Эльма). Следует заметить, что германский император Карл Великий, известный в Европе под мононимом Charlemagne, в действительности не был мононимом, так как это имя является англонормандским сокращением от «Carolus Magnus» или «Carolus le Magne» (Карл Великий).

### Америка
Когда Христофор Колумб прибыл в Америку, большинство людей там именовались мононимами, и эта традиция сохранялась до XIX века (например, Джеронимо, 1829—1909). Другие примеры — Ауоиндаон (вождь гуронов в Канаде, 1623), Покахонтас (индейская принцесса, США; 1595—1617), Гуама (предводитель антииспанского восстания на Кубе; умер 1532), Анакаона (женщина-вождь на Испаньоле; 1464—1504), Монтесума (император ацтеков, Мексика; 1398—1469), Лемпира (вождь ленка, Гондурас; умер в 1537 году), Гурутина (Коста-Рика, 1522 год), Дирианген (Никарагуа, 1520), Уррака (вождь гуайми, Панама; умер 1531), Таманако (Венесуэла, умер в 1573 году), Петекуй (Колумбия, 1536 год), Атахуальпа (Перу, 1497—1533), Тапарика (Бразилия, род. около 1465), Анкафилу (Аргентина, умер 1823), Лаутаро (Чили, 1534—1557).

## Новое время
В новое время в Европе мононимы использовались для обозначения известных людей, которые в действительности имели фамилию. Эти прозвища либо выбирались самими людьми, либо давались им современниками.

### Франция
Во Франции мононимами часто были известные писатели. Например, драматург и актёр XVII века Жан Батист Поклен взял в качестве мононима своё сценическое имя Мольер.
В XVIII веке Франсуа-Мари Аруэ взял мононим Вольтер, чтобы выразить таким образом свой разрыв с прошлым после заключения его в 1718 году в парижскую тюрьму Бастилия. Новое имя представляло собой многогранную словесную игру. С одной стороны, это была анаграмма латинского написания его настоящей фамилии, которая происходила из названия семейной усадьбы (фр. Arouet, le jeune, лат. Airvaultus, рус. Аруэ младший). С другой стороны, это имя создавало впечатление быстроты и бесстрашия, так как было созвучно французским выражениям «voltige» (рус. эквилибристика), «volte-face» (рус. крутой поворот, резкая перемена взглядов), «volatile» (рус. летающий, крылатый), тогда как настоящее имя писателя Arouet ассоциировалось со словом «roué», что означало «побитый», «плут», «повеса»
В XIX веке французский писатель Мари-Анри Бейль использовал множество литературных псевдонимов, самым известным из которых был Стендаль, слегка изменённое название прусского города Штендаль, где родился германский историк Иоганн Иоахим Винкельман, которым Стендаль искренне восхищался.
В XX веке французская писательница Сидони Габриэль Колетт (автор романа «Жижи», 1945) использовала свою настоящую фамилию в качестве литературного псевдонима-мононима Колетт.
Также в число французских знаменитостей-мононимов входят Фернандель, Бурвиль, Паташу, Арлетти, Колюш, Далида, Капучине и другие.

### Другие европейские страны
В XVIII веке германский писатель, горный инженер и философ Георг Фридрих Филипп Фрейер фон Гарденберг (1772—1801) стал известен под именем Новалис.
В XIX веке голландский писатель Эдуард Доувес Деккер (1820—1887), более известный по своему литературному псевдониму Мультатули (от лат. multa tuli, рус. я страдал от множества вещей), прославился своей сатирической новеллой «Макс Хавелаар» (1860), в которой разоблачал злоупотребления колониализма в Голландской Ост-Индии (ныне Индонезия). В 2002 году Мультатули объявлен Обществом нидерландской литературы самым значимым нидерландским писателем всех времён.
В XX веке английский писатель Гектор Хью Манро стал известен под своим литературным псевдонимом Саки.
Польский писатель XX века, драматург театра абсурда, новеллист, художник, фотограф и философ Станислав Игнаций Виткевич после 1925 года часто использовал псевдоним-мононим Виткаций, составленный из фрагментов его фамилии и второго имени.
Многие художники и скульпторы, такие как Микеланджело, Тициан, Тинторетто, Караваджо, Рембрандт, известны как мононимы. Русский художник-модернист Эрте использовал в качестве псевдонима произношение своих инициалов, так же как бельгийские авторы комиксов Эрже и Пейо.
Итальянский художник Бернардо Беллотто использовал псевдоним своего дяди и учителя Антонио Канала (Каналетто) в странах, где его именитый дядя был неизвестен. В Польше и Германии Беллотто до сих пор известен под этим именем.
Фотограф Надар (Гаспар Феликс Турнашон) использовал в качестве псевдонима своё детское прозвище.

### Северная Америка
Американский писатель Родни Уильям Уитекер (1931—2005) известен по своим новеллам, написанным под псевдонимом Треваньян.

## Имена особ королевской крови
Монархи и другие особы королевской фамилии, например, Наполеон, обычно носят мононимы, добавляя при необходимости порядковый номер (королева Елизавета II). Многие европейские монархи имеют длинную последовательность имён, однако обычно используют только одно или два и не используют фамилию. Из этого правила есть, однако, исключения, например, шведский король Карл XVI Густав или польский король и великий князь литовский Стефан Баторий. В Японии император и его семья не имеют фамилий, только имя (например, Хирохито), но даже оно часто не используется, когда говорят «император» или «принцесса». В Индии первые шесть императоров династии Моголов известны по именам, которые они брали при коронации.
Римские папы, кроме Иоанна Павла I и II, по традиции при избрании папой принимают одно имя.

## Наше время

### Страны, где мононимы в порядке вещей
В настоящее время имена европейского стиля, состоящие из имени и фамилии, применяются далеко не везде.
- В Турции фамилии введены только после Первой мировой войны.
- В Индии, особенно на юге, мононимность является обычной.
- Мононимность обычна и в Индонезии (особенно на острове Ява), как среди правящего класса (Сукарно, Сухарто), так и среди обычных людей.

### Азия

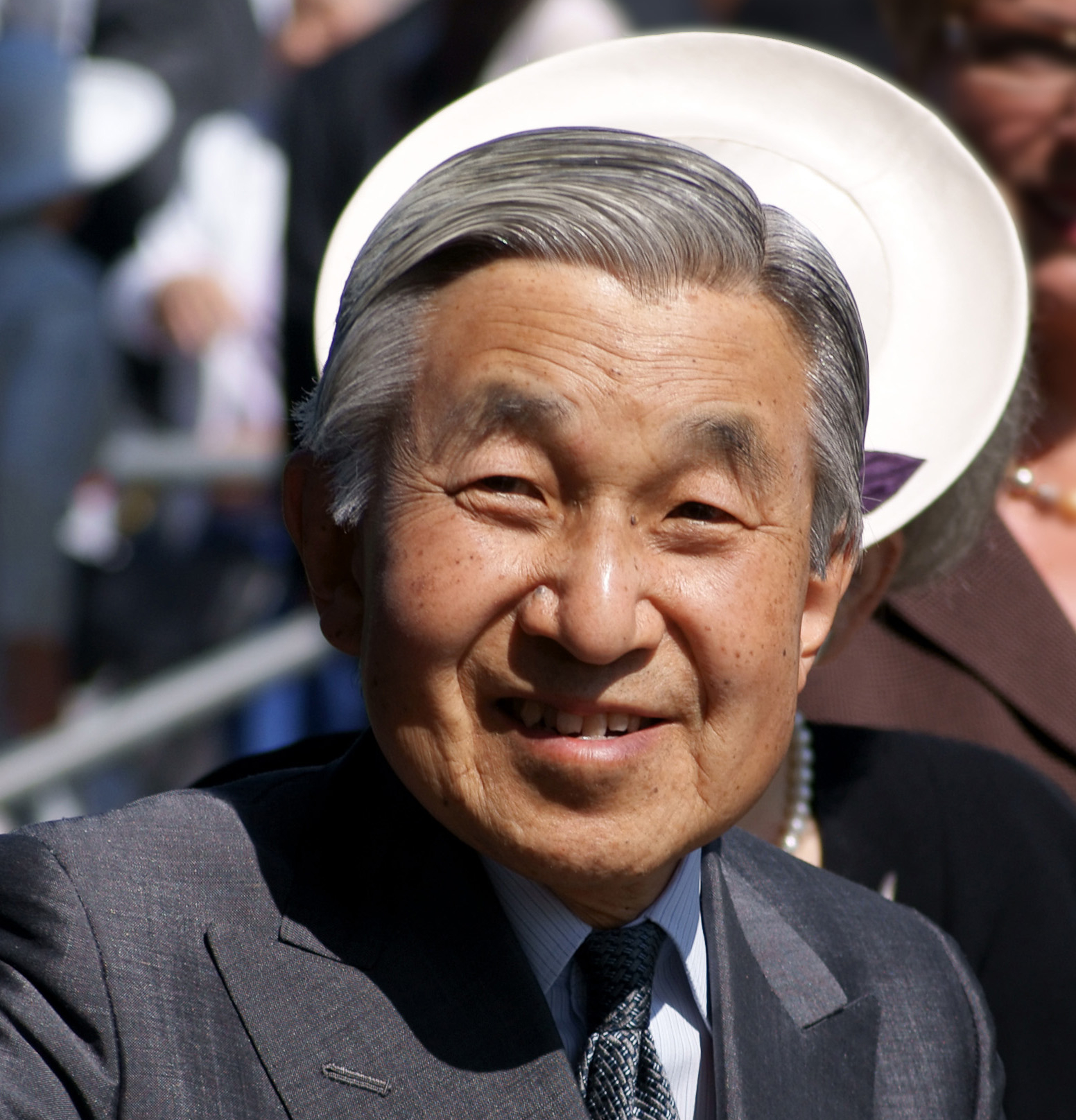
Акихито, Император Японии

В настоящее время в странах, долгое время находившихся в китайской культурной сфере (Япония, Корея, Вьетнам, Китай), мононимность встречается крайне редко. Наиболее значимое исключение из этого правила — имена японских императоров и императриц. Мононимность, однако, обычна в японских сценических псевдонимах: Аяка, Бекки, Гакт, Мана, Мияви, Цунку, Юи. Аналогично, японская звезда бейсбола Итиро Судзуки широко известен в Японии и Северной Америке как Итиро.
В Гонконге некоторые музыканты известны по мононимам, например Дженис, Джин, Джастин Ло (китайский мононим 側田). В Корее это БоА, Рейн и Шу.
В Индии известных политических деятелей Махатму Ганди и Джавахарлала Неру называли «Бапу» и «Пандитжи». Маявати, бывший премьер-министр штата Уттар-Прадеш, взяла себе только одно имя. Почётный профессор Иллинойсского университета, известный своими исследованиями фотосинтеза, использует мононим Говинджи, он отказался от фамилии в знак протеста против кастовой системы. Многие индийские артисты кино известны по мононимам: Говинда, Каджол, Мукеш, Наргис, Нутан, Пран, Шридеви, Рекха, Раджникант, Дхармендра, (стоит учитывать, что и в немононимных именах индийцев вторая часть далеко не всегда является фамилией: например, Хема Малини известна по двухчастному личному имени, а у Видьи Балан кажущаяся «фамилия» является отчеством).
Мононимы часты в Индонезии. В некоторых случаях (Сукарно, Сухарто) это полное официальное имя, в других случаях (Росса (певец), Криси, Топати, Джокови) — сценические имена, представляющие собой прозвища или части настоящих имён.
Одиночные имена часты в Тибете и Монголии. Нет фамилий у большинства афганцев.
В Таиланде при неформальном общении люди обычно используют прозвища, которые даются родителями или родственниками в раннем детстве. Эти прозвища, как правило, односложны или двусложны, но усечены до одного слога. Они часто представляют собой бессмысленные или забавные сочетания букв и обычно не имеют связи с настоящим именем, хотя иногда это усечённая форма фамилии, например «Нок» для фамилии «Нокнои», которые обозначают, соответственно, «птица» и «маленькая птичка», первое используется в качестве прозвища, а второе является фамилией. У всех тайцев есть такое прозвище, даже у особ королевской фамилии, и все они свободно используются в повседневной жизни.

### Евразия
В Турции фамилии введены только после Первой мировой войны в рамках программы модернизации и вестернизации, проводимой первым президентом Турции Мустафой Кемалем Ататюрком. Его собственная фамилия, которую ему дал турецкий парламент, означает «папа-турок».
Немало мононимов известно в Армении: среди них Раффи, Дживани, Мурацан, Комитас, Сиаманто, Аваси, Сармен, Сирушо и др.

### Западные страны

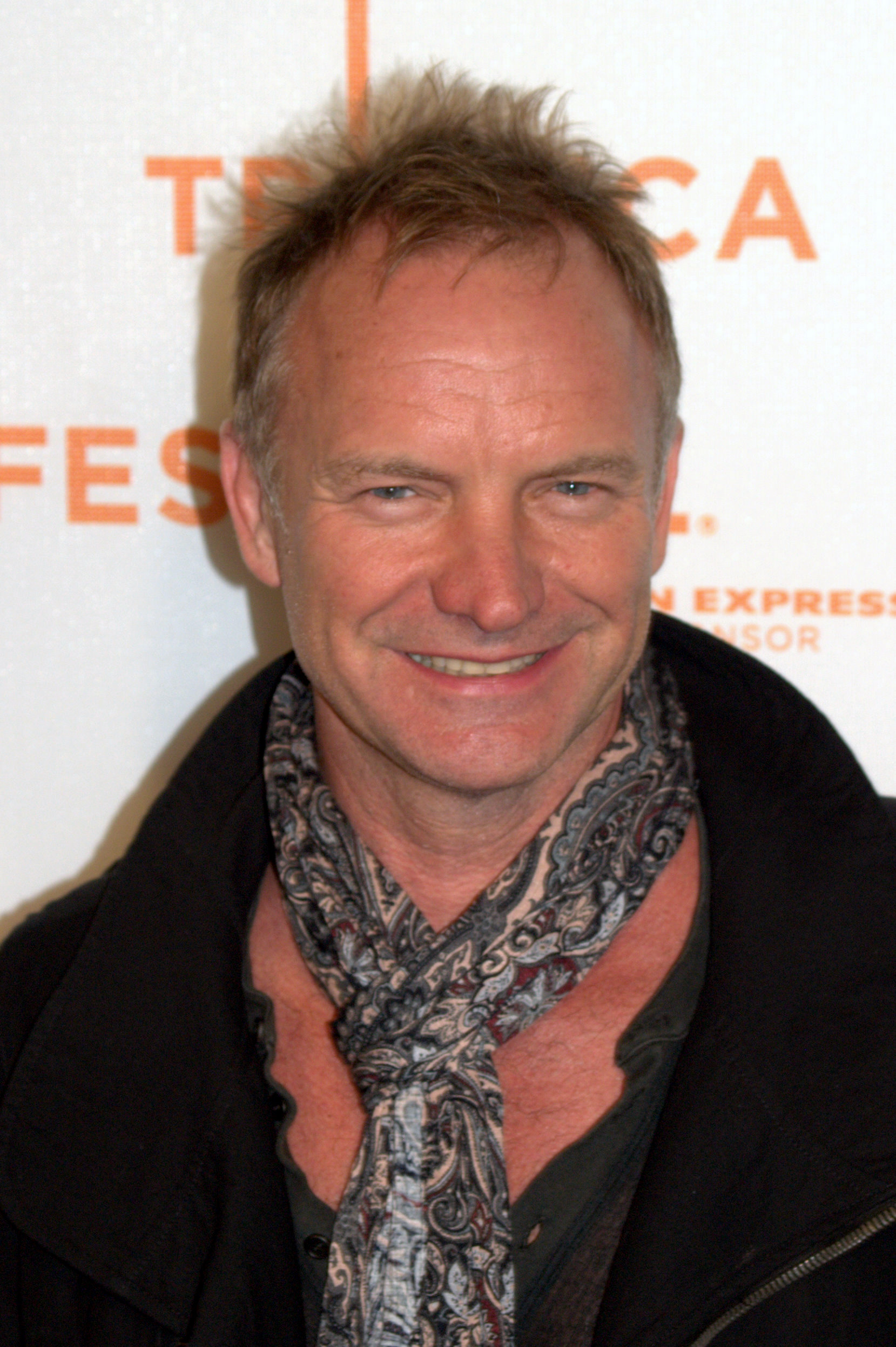
Стинг

В западных странах мононимность является привилегией известных лиц: писателей, художников, деятелей шоу-бизнеса, спортсменов
Некоторые из них (художник Христо, скульптор Хрисса, певица и композитор Бася) имели редкие, необычные или труднопроизносимые полинимные имена, которые они не хотели менять на нечто более привычное для публики ценой потери самоидентификации. Они оставили себе свои официальные имена, используя в качестве псевдонима только часть их. Похожий случай произошёл с исландской певицей Бьорк, но её использование мононима имеет глубокие корни в народных обычаях. Как и у большинства исландцев, у неё не было фамилии, вторая часть её полного имени была патронимом (именем отца). Исландцы обычно обращаются друг к другу по имени даже в официальной обстановке.
Некоторые мононимичные сценические имена являются настоящими личными именами артистов (например, Шакира, Кеша, Шер, Мадонна, Бейонсе, Адель, Зендея, Агони), некоторые — настоящими фамилиями (Либераче, Моррисси, Голдберг). Некоторые сценические имена выдуманы (например, Кантинфлас, Боно), являются словами из других языков (Капучине, фр. настурция) или прозвищами (Стинг, Моби).
В португалоязычных странах (Португалия, Ангола и особенно Бразилия), часто мононимны футболисты (Пеле, Нани, Роналдо, Эйсебио, Марта, Кака, Жо, Роналдиньо). В Испании мононимность футболистов также обычна. Это или прозвище (Мичел, Артеага, Арсу), или производное от фамилии (Коро, Гути), уменьшительные имена (Хуанито, Пичи), или просто личное имя (Хави, Серхи, Рауль). Поскольку в Испании есть очень распространённые фамилии (Гарсия, Перес, Лопес, Эрнандес, Гонсалес), использование мононимов позволяет различать множество футболистов с одинаковыми именами в каждой команде. Мононимы иногда используются у футболистов других стран, например Мику (Венесуэла), Жервиньо (Кот-д’Ивуар). Мононимы встречаются в других видах спорта среди спортсменов вышеупомянутых стран, например, у бразильских баскетболистов Гортензии и Нене.
Похожим образом бывший президент Бразилии Луис Инасиу Лула да Силва известен по имени Лула, это прозвище он официально присоединил к своему полному имени. Мононимы, являющиеся производными от настоящих имён, часто используются в португалоязычных странах, поскольку португальские имена по традиции могут быть достаточно длинными.
В Латинской Америке обычно мононимны авторы комиксов: Кино, Туте, Линьерс (Аргентина), Анжели, Энфил, Зиралду, Ягуар (Бразилия), Пепо (Чили), Адис (Count Your Sheep), Трино, Магу, Кабеса, Риус, Риктус, Торментас (Мексика).
Комик и иллюзионист Теллер, участник дуэта Пенн и Теллер, официально сменил своё полное имя Реймонд Джозеф Теллер на мононим и имеет паспорт США с этим полным именем.
Некоторые лица выбрали свой мононим по необходимости, чтобы устранить путаницу в именах. Некоторым мононимы даны поклонниками. Хиллари Клинтон во время предвыборной президентской кампании часто называли просто Хиллари, чтобы избежать путаницы с её мужем, бывшим президентом. Аналогично, Дуайта Эйзенхауэра во время предвыборной гонки называли просто Айк, поскольку его пиар-менеджеры сочли настоящую фамилию слишком длинной для восприятия избирателями.
Опру Уинфри, прославленную американскую ведущую ток-шоу, обычно называют просто Опра. В Канаде сенатор Нэнси Рут убрала из полного имени свою фамилию Джекман, объявив оставшиеся два имени мононимом. Во всех алфавитных списках на веб-сайте канадского сената она стоит на букву «N», а не «R».
Некоторые известные программисты идентифицируют себя своим личным именем (Линус, Кен).
В постсоветской России мононимы в качестве псевдонимов нередко используют эстрадные звёзды (Валерия, Зара, Юлиан, Анастасия, Алсу, Моргенштерн, Земфира).
По мононимам известны некоторые вымышленные персонажи (например, Борат).